# Kleingebiet Mezőcsát
Das Kleingebiet Mezőcsát (ungarisch Mezőcsáti kistérség)  war bis Ende 2012 eine ungarische Verwaltungseinheit (LAU 1) im Süden des Komitats Borsod-Abaúj-Zemplén. Im Zuge der Verwaltungsreform von 2013 wurden sieben Gemeinden dem nachfolgenden Kreis Mezőcsát (ungarisch Mezőcsáti járás) und zwei dem Kreis Mezőkövesd (ungarisch Mezőkövesdi járás) zugeordnet.
Ende 2012 zählte das Kleingebiet 14.132 Einwohner auf einer Fläche von 378,49 km². Der Verwaltungssitz befand sich in der einzigen Stadt Mezőcsát (6.036 Ew.).

## Ortschaften
| Ároktő       | Gelej      | Igrici      | Mezőcsát  | Tiszabábolna |
| Tiszadorogma | Tiszakeszi | Tiszatarján | Tiszavalk |              |